# Valor, agravio y mujer

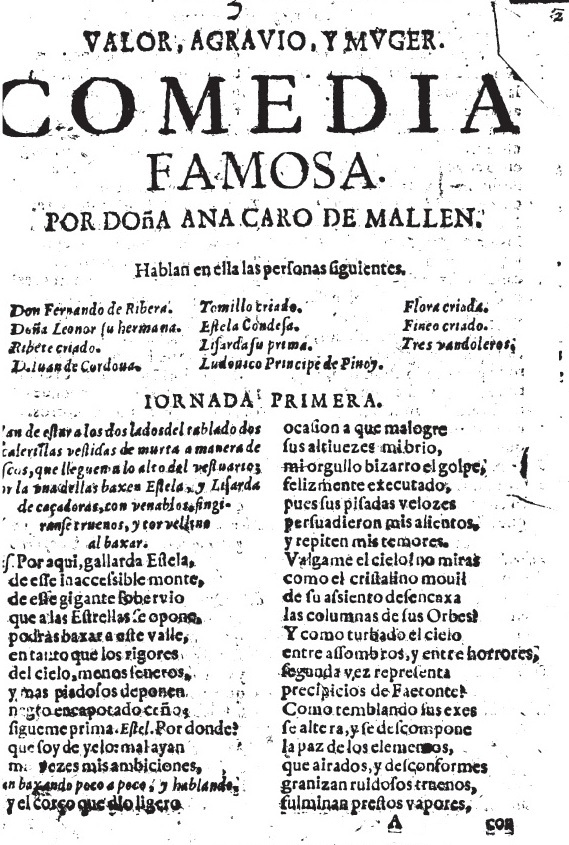
Íncipit de una edición antigua de la comedia.

Valor, agravio y mujer es una comedia de capa y espada de Ana Caro, dramaturga española del Siglo de Oro. A pesar de que se tiene noticia de que su autora escribió con éxito numerosas comedias, sólo ésta y El conde Partinuplés se conservan en la actualidad.

## Versiones
De la obra se conservan dos manuscritos en la Biblioteca Nacional de España, ambos del siglo XVII. El primero es de 48 páginas en 4º, y el segundo, copia del primero, de 31 páginas en mismo formato. Se conservan también varias sueltas. En la Biblioteca Pública de Nueva York conservan una, y otra fue editada en Sevilla.

## Ediciones críticas modernas
- Caro, Ana; Luna, Lola. Valor, agravio y mujer. Madrid: Castalia, 1993. ISBN 8470396803.
- —; Delgado, María José. Las comedias de Ana Caro: Valor, agravio y Mujer y El conde Partinuples. Nueva York: Peter Lang, 1998. ISBN 0820437832.

## Personajes
- Don Fernando de Ribera.
- Doña Leonor, su hermana.
- Ribete, lacayo de Leonor, gracioso.
- Don Juan de Córdoba.
- Tomillo, su criado, gracioso.
- Estela, condesa.
- Ludovico, Príncipe de Pinoy.
- Flora, criada.
- Fineo, criado.
- Tibaldo, Rubino y Astolfo, bandoleros.
- Gente, incluyendo a Godofre, capitán de la guarda.

## Argumento
Según Riesco Suárez, el argumento de la obra es el siguiente:

Leonor es cortejada y seducida por don Juan y confiando en su palabra de matrimonio se entrega a él. Éste se traslada a Flandes olvidando la promesa y allí se enamora de la duquesa Estela de la que, curiosamente, también está enamorado el hermano de Leonor, quien hace años que no ve a su hermana. Leonor decide vengarse de don Juan disfrazándose de hombre y convirtiéndose en Leonardo, supuesto nuevo prometido de Leonor que llega a Flandes dispuesto a desagraviarse.

Según Ortiz, el argumento es:

La trama de la obra se apoya en los tradicionales recursos dramáticos de la comedia. Leonor, acompañada de su criado Ribete, viaja a Flandes en pos de don Juan, su amante, quien la ha abandonado. Con traje de hombre y con el nombre de Leonardo, Leonor se propone a recuperar su honor. Don Juan, por su lado, intenta ahora seducir a la condesa Estela, pero ésta se enamora de Leonor/Leonardo. Por medio de una serie de engaños y confusiones de identidad, Leonor logra al final de la comedia su cometido: denunciar la traición de don Juan y forzarlo a casarse con ella.

## Análisis
Por sus especiales características, y por el hecho de haber sido escrita por una mujer, se ha generado debate en el ámbito académico acerca de si Valor, agravio y mujer puede ser considerada una obra feminista.
Ana Caro presenta una heroína, Leonor, quien para recuperar su honra, después de haber sido engañada por don Juan, no necesita de nadie más que de sí misma. En su afán por restituir su honor, que consiste en que don Juan acabe casándose con ella, no duda en travestirse (un recurso habitual de la época) y, de este modo, enfrentarse a los hombres, a quienes vence en el amor, en la astucia y en las armas.
La actuación de Leonor es tan poderosa que, como personaje, llega a ser una suerte de coautora de la obra, ya que prácticamente todo el resto de personajes actúan según sus designios. El gracioso Ribete lo explicita de alguna manera, cuando Fernando y Fineo se retiran de escena después de haber hablado con Leonor, su ama, que los manipuló: «Malos van / los títeres. ¿A quién digo?» (796-797).
Como contrapeso a la poderosa figura femenina de Leonor, la dramaturga se cuida también de añadir elementos que funcionan a modo de Captatio benevolentiae y que se centran, precisamente, en la condición de mujeres tanto de la protagonista como de la misma autora. Así pues, son recurrentes las intervenciones de los graciosos ridiculizando a la heroína y a las mujeres. Tomillo, quien primero recrimina a su amo don Juan por haber abandonado a Leonor:

Tomillo
Un tigre, un rinoceronte,
un cocodrilo, un caimán,
un Polifemo ciclope,
un ánima condenada
y un diablo, —Dios me perdone—
te ha de llevar.
Juan
Majadero,
sobre qué das esas voces?
[Va bajándose Tomillo]
Tomillo
Sobre que es fuerza que pagues
sacrilegio tan enorme

como fue dejar a un ángel.
110-117

después, en conversación con Ribete, adopta una postura conservadora cuando éste le cuenta de que en Madrid:

Ya es todo muy viejo allá;

sólo en esto de poetas
hay notable novedad
por innumerables, tanto
que aun quieren poetizar
las mujeres, y se atreven

a hacer comedias ya.
1166-1173

a lo que Tomillo responde:

¡Válgame Dios! Pues, ¿no fuera

mejor coser e hilar?

¡Mujeres poetas!
1173-1175

La conversación entre los graciosos permite a la autora introducir la reflexión metateatral en su obra. Al horror de Tomillo porque haya «mujeres poetas», Ribete responde:

Sí;

mas no es nuevo, pues están
Argentaria, Safo, Areta,
Blesilla, y más de un millar
de modernas, que hoy a Italia
lustre soberano dan,
disculpando la osadía

de su nueva vanidad.
1175-1182

Como se ve, la propia obra defiende el derecho de la mujer para acometer actividades que se considera impropias de ellas. En este caso la autora utiliza la figura de la antipófora, es decir, presenta una objeción seguida de la respuesta a la misma.
De todos modos, no olvida el deber de humildad que la sociedad de su época entendía exigible a las mujeres. En este sentido, el final de la obra, con el último parlamento de Leonor dirigiéndose al público, es un ejemplo cabal en este sentido:.

Aquí, senado discreto,

valor, agravio y mujer
acaban. Pídeos su dueño,
por mujer y por humilde,

que perdonéis sus defectos.
2772-2776

Con respecto al sistemático uso de la metateatralidad por parte de la autora, Ortiz señala:

Al presentarnos la antítesis viejo-nuevo, Caro se sitúa a sí misma en el portal que cruza de lo viejo —el código masculino de la comedia— a lo nuevo —la comedia en manos femeninas. Al mismo tiempo, nos anticipa el contrapunto prevaleciente en la obra entre lo viejo —el empleo de las viejas convenciones dramáticas— y lo novedoso —las subversiones que ella hace de las mismas.

Dentro de la antítesis viejo-nuevo, destaca el manejo que hace Caro de los recursos lingüísticos en la obra. La poeta preserva el bagaje retórico convencional de la comedia, pero a la vez hace hincapié en lo artificioso del mismo, llamando reiteradamente la atención del público al análisis poético. En otras palabras, Caro no sólo muestra que domina el lenguaje retórico de la comedia, sino que también convierte a sus propios protagonistas en críticos literarios que enuncian, y a veces también denuncian, el artificioso lenguaje dramático.

La ambivalencia que presenta Tomillo hacia las mujeres también la tiene Ribete. A medias enterado de que Leonor está urdiendo un plan para recuperar su honra, exclama:

¿Qué intenta Leonor, qué es esto?

Mas es mujer. ¿Qué no hará?
Que la más compuesta tiene

mil pelos de Satanás.
1139-1142

Ribete llega incluso a criticar tanto a Leonor como a la autora misma, en uno de tantos juegos metateatrales. Al final de un largo parlamento de su ama, reflexiona en un aparte:

(Aquí gracia y después gloria

amén, por siempre jamás.
¡Qué difícil asonante
buscó Leonor! No hizo mal;
déle versos en agudo,
pues que no le puede dar

otros agudos en prosa.)
1041-1047

Tampoco se libra don Juan de la aguda mirada de Ribete. Ante un desborde de generosidad del galán, el gracioso comenta en un aparte: «¡Ya sabes amar!»
La ambivalencia de Ribete no lo lleva a convertirse en un traidor a su ama. Antes bien, a pesar de sus reparos, es un hábil personaje adyuvante de Leonor. En este caso también apela Ana Caro a la metateatralidad para justificar ante el espectador la resolución y sagacidad de Ribete, quien dice a Leonor:

Estoy mal con enfadosos

que introducen los graciosos
muertos de hambre y gallinas.
El que ha nacido alentado,
¿no lo ha de ser si no es noble?
¿Qué? ¿No podrá serlo al doble
del caballero el crïado?
Leonor
Has dicho muy bien; no en vano
te he elegido por mi amigo,

no por crïado.
530-549

Pero no sólo es don Juan quien es vencido por una mujer. A su turno, también Estela consigue desconcertar a su caballero, Ludovico, quien no puede más que alabar la virtud en el habla de ésta: «Metáfora curiosa / ha sido, Estela, comparar la rosa / a don Juan por su gala y bizarría» (1777/1779). Incluso Tomillo, cuyas intenciones y valor merecen el siguiente aparte de Ribete: «(Éste es el bufón que a Flora / imagina desflorar.)» (1145-1146) acaba siendo engañado por la criada, que lo duerme con una bebida de chocolate y lo roba (2364-2480). Finalmente, con el consentimiento de su ama, Flora se casa con Ribete (2759-2771).
Para resolver el drama, la autora lleva al límite los tópicos de la comedia de capa y espada, forzando a sus personajes a un final trágico. A consecuencia de esto, los personajes estarían obligados a matarse entre todos para recuperar su honor:

Fernando
¡Qué laberinto tan ciego!
Dice bien don Juan, bien dice,
pues si casarla pretendo
con Leonardo, [es el nombre que adopta Leonor cuando se traviste] ¿cómo puede
vivo don Juan? Esto es hecho.
Todos hemos de matarnos.

Yo no hallo otro remedio.
2676-2682

Esta resolución es presentada al público como absurda, ridícula, y finalmente no se consuma.